# Arthur G. Sorlie

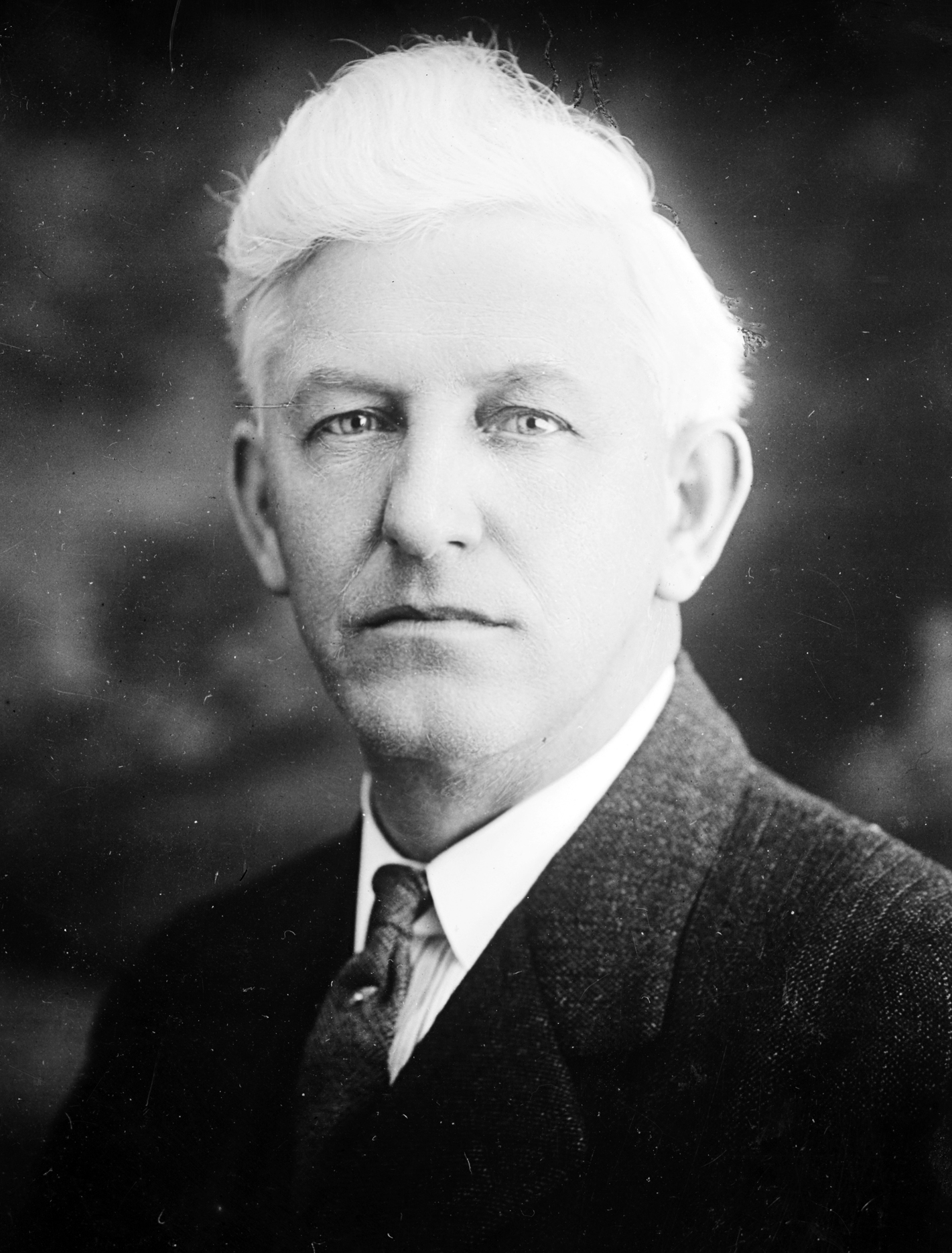
Arthur G. Sorlie

Arthur Gustav Sorlie (* 26. April 1874 im Freeborn County, Minnesota; † 28. August 1928 in Bismarck, North Dakota) war ein US-amerikanischer Politiker und von 1925 bis 1928 der 14. Gouverneur des Bundesstaates North Dakota.

## Frühe Jahre
Arthur Sorlie besuchte die Albert Lea Lutheran Academy. Danach arbeitete er als Manager eines Ladens, als Bankangestellter und als fahrender Händler. Mit der Zeit wurde er zu einem erfolgreichen Geschäftsmann. Er verkaufte Autos und betrieb einige Tankstellen. Sein erstes politisches Mandat war die Mitgliedschaft im Stadtrat von Grand Forks. Im Jahr 1924 wurde er als gemeinsamer Kandidat der Republikanischen Partei und der kurzlebigen Nonpartisan League (NPL) zum neuen Gouverneur von North Dakota gewählt. In dieser Zeit war der Staat politisch tief gespalten. Neben den Demokraten und Republikanern waren die NPL und die sie bekämpfende Independent Voters Association (IVA) entstanden.

## Neue Parteien in North Dakota
In den Jahren nach 1915 waren die beiden traditionellen Parteien, die Republikaner und die Demokraten, in North Dakota etwas in den Hintergrund getreten. Dafür hatten die NPL und die IVA vorübergehend deren Platz eingenommen. Beide standen in scharfer Opposition zueinander. Die eher sozialistische Standpunkte vertretende NPL war kurzzeitig bundesweit organisiert, erreichte aber in North Dakota ihre größten Erfolge. Mit Lynn Frazier und Walter Maddock stellte sie in diesem Staat zwischen 1917 und 1929 zwei Gouverneure. Die IVA wurde als Opposition zu der NPL von konservativen und kapitalistischen Kräften gegründet, deren Interessen sie vertrat. Mit Ragnvald A. Nestos und George F. Shafer stellte sie in den 1920er Jahren ebenfalls zwei Gouverneure. Seit 1933 spielten beide Parteien in North Dakota keine größere Rolle mehr. Die Republikaner und die Demokraten stellten die alten Machtverhältnisse wieder her.

## Gouverneur von North Dakota
Arthur Sorlie trat sein neues Amt am 7. Januar 1925 an. Im Jahr 1926 wurde er in eine zweite Amtszeit gewählt. Der Gouverneur setzte sich für eine gerechte Preispolitik vor allem für landwirtschaftliche Produkte ein. Seine gesamte Regierungszeit war überschattet vom politischen Kampf der beiden neuen Parteien. Aber auch innerhalb seiner eigenen Anhängerschaft in der NPL gab es vor allem ab 1927 von Vizegouverneur Walter Maddock angeführte Kräfte, die sich dem Gouverneur widersetzten. In ihren Augen war Sorlie als reicher Geschäftsmann für die NPL nicht sozialistisch genug. Sie strebten die Ablösung des Gouverneurs an und beschuldigten ihn der Misswirtschaft. Dazu kam es aber nicht mehr, weil Gouverneur Sorlie im August 1928 im Amt verstarb. Damit wurde Vizegouverneur Maddock, Sorlies Hauptgegner, zu dessen Nachfolger. Arthur Sorlie war zweimal verheiratet und hatte insgesamt sechs Kinder.